# 100 höjdare (säsong 5)
Den femte säsongen av 100 höjdare började sändas den 5 mars 2007. Denna säsong deltog originella människor från hela Norden. Totalt gjordes 8 avsnitt och vinnaren från varje avsnitt fick möjlighet att vara med i finalgalan på Södra teatern i Stockholm med publik, till skillnad från finalen i den fjärde säsongen som spelades in utan publik på ett slott. Edwin Johnsson korades som Skandinaviens skönaste människa. Priser delades dessutom ut i en mängd olika andra kategorier, tex årets vocal performance .

## Avsnitt
| Avsnitt   | Nr    | Namn                   | Smeknamn                    | Ort          |
| --------- | ----- | ---------------------- | --------------------------- | ------------ |
| Avsnitt 1 | 6     | Joachim Datorius       | Anti-EU-mannen              | Gävle        |
| Avsnitt 1 | 5     | Gunnar Rydholm         | Statistikmannen             | Degerfors    |
| Avsnitt 1 | 4     | Jan-Erik Svennberg     | Turkietmannen               | Sala         |
| Avsnitt 1 | 3     | Bodil Granberg         | Djurkvinnan                 | Barknåre     |
| Avsnitt 1 | 2     | Ivan Trygg             | Bo-i-bilen-mannen           | Robertsfors  |
| Avsnitt 1 | 1     | Kjell Söderlund        | Disco-Kjell                 | Jularbo      |
|           |       |                        |                             |              |
| Avsnitt 2 | 6     | Arne Norse             | Skiffle Joe                 | Oslo         |
| Avsnitt 2 | 5     | Sten-Georg             | Hockeybröderna              | Skellefteå   |
| Avsnitt 2 | 4     | Clifton Fexmo          | Annonsmannen                | Luleå        |
| Avsnitt 2 | 3     | Ulf Sawert             | Prinsessan-Madeleine-Mannen | Juniskär     |
| Avsnitt 2 | 2     | Ernold Ivarsson        | Körkortsmannen              | Ramvik       |
| Avsnitt 2 | 1     | Thorbjörn Fälldin      | f.d. statsminister          | Ramvik       |
|           |       |                        |                             |              |
| Avsnitt 3 | 6     | Tryggve Bauge          | Is-mannen                   | Oslo         |
| Avsnitt 3 | 5     | Micke "Rauken" Persson | Grottmannen                 | Halmstad     |
| Avsnitt 3 | 4     | Fredrik Wikingsson     | Spindelmannen               | Stockholm    |
| Avsnitt 3 | 3     | Miriam Larsson Kruse   | Häxkvinnan                  | Örby         |
| Avsnitt 3 | 2     | Boo Y Von Stürk        | Stonehenge-mannen           | Kvänum       |
| Avsnitt 3 | 1     | Edwin Johnsson         | Sminkmannen                 | Ljungby      |
|           |       |                        |                             |              |
| Avsnitt 4 | 6     | Ali Chahade            | Kampsportmannen             | Hässleholm   |
| Avsnitt 4 | 5     | Bertil Nilsson         | Norra Skånes Tidning-mannen | Hässleholm   |
| Avsnitt 4 | 4     | Sven Persson           | Ideell Vakt                 | Sjöbo        |
| Avsnitt 4 | 3     | Janne                  | Mick Jagger-mannen          | Osby         |
| Avsnitt 4 | 2     | Herbert Liedke         | Back With A Vengeance       | Reimersholme |
| Avsnitt 4 | 1     | Göran Rosengren        | Modellmannen                | Häljalt      |
|           |       |                        |                             |              |
| Avsnitt 5 | 6     | Gunnar Schäfer         | James Bond-Mannen           | Nybro        |
| Avsnitt 5 | 5     | Erik Andersen          | Hägermannen                 | Köpenhamn    |
| Avsnitt 5 | 4     | Rune & Margit          | Ingemundebor                | Ingemundebo  |
| Avsnitt 5 | 3     | Rune & Margit          | Ingemundebor                | Ingemundebo  |
| Avsnitt 5 | 2     | Steve Gustafsson       | Luftgitarrmannen            | Kisa         |
| Avsnitt 5 | 1     | Hugo Bergström         | Indianmannen                | Åtvidaberg   |
|           |       |                        |                             |              |
| Avsnitt 6 | 6     | Pontus Johansson       | Pontiak                     | Norrköping   |
| Avsnitt 6 | 5     | Bröderna Sundell       | Härliga-bröder              | Åsa          |
| Avsnitt 6 | 4     | Bent Olsen             | Ullaredskungen              | Ullared      |
| Avsnitt 6 | 3     | Lennart Magnusson      | Den Skrattande Uppfinnaren  | Skepplanda   |
| Avsnitt 6 | 2     | Bobbo Krull            | 3000 Kr-Fattigare-mannen    | ?            |
| Avsnitt 6 | 1     | Jabob Kaplan           | Dra-Bil-Med-Kuken-Mannen    | Stockholm    |
|           |       |                        |                             |              |
| Avsnitt 7 | 6     | Jan-Ove Sundberg       | Sjöodjursmannen             | Borghamn     |
| Avsnitt 7 | 5     | Göran                  | Stig-Helmer-Olsson-mannen   | Borghamn     |
| Avsnitt 7 | 4     | Sasha Gabor            | 2000 kronors-mannen         | Oslo         |
| Avsnitt 7 | 3     | Art Ranger             | Utanför samhället-mannen    | Fredrikstad  |
| Avsnitt 7 | 2     | Chen Shizhong          | Poppimannen                 | Eskilstuna   |
| Avsnitt 7 | 1     | Leif Nilsson           | Leifingmannen               | Karlshamn    |
|           |       |                        |                             |              |
| Avsnitt 8 | Final | Simon Holmqvist        | Mötesmannen                 | Stockholm    |

## Finalen
Finalen, dit alla nominerade var inbjudna, hade formen av en storslagen gala med Pontus Gårdinger som värd och spelades in på Södra teatern i Stockholm inför publik.
| Klass                                                        | Nominerade                                              | Vinnare        |
| ------------------------------------------------------------ | ------------------------------------------------------- | -------------- |
| Årets achievment in costume design and/or hair and make-up   | Edwin Johnsson Janne Indianmannen Art Ranger            | Edwin Johnsson |
| Årets catch phrase                                           | Sjöodjursmannen Hägermannen Amazonmannen Tryggve Bauge  | Tryggve Bauge  |
| Årets character based on a fictional or non-fictional person | Gunnar Schäfer Indianmannen Edwin Johnsson Ulf Sawert   | Indianmannen   |
| Årets dans                                                   | Indianmannen Bodils tupp Disco-Kjell Janne              | Disco-Kjell    |
| Årets glädjespridare                                         | Gunnar Rydholm Chien Shizhong Modellmannen Stewe        | Stewe          |
| Lifetime achievement award                                   | -                                                       | Otto Hjelm     |
| Årets vocal performance                                      | Stewe Anti-EU-mannen Hägermannen Pontiak                | Anti-EU-mannen |
| Årets duett                                                  | Tony & Egon Sten & Georg Gunnar & Andreas Rune & Margit | Rune & Margit  |
| Skandinaviens skönaste människa 2007                         | Tryggve Bauge Rune & Margit Indianmannen Edwin Johnsson | Edwin Johnsson |